# Ingvar Gärd
Gustaf Ingvar Bertil Gärd (né le 6 octobre 1921 à Malmö en Suède et mort le 31 août 2006) était un joueur et entraîneur de football international suédois.

## Biographie

### Club
Il commence sa carrière dans le club suédois du Malmö FF, où il joue en tout 89 matchs lors des 9 saisons qu'il passe au club. En 1950, il est transféré en Italie, en tant que milieu défensif dans le club génois de l'UC Sampdoria. Avec l'équipe génoise, il joue 20 matchs de Serie A. Après son expérience italienne, il retourne en Suède et joue dans quelques club locaux amateurs.

### International
Il fait ses débuts avec l'équipe de Suède de football le 8 juin 1950, lors de la coupe du monde 1950.

### Entraîneur
Après sa retraite sportive, il entraîne tout d'abord l'IFK Malmö avec qui il remporte le championnat suédois en 1960 et se qualifie pour la coupe d'Europe 1961 où ils atteignent les quarts-de-finale.